# Mộc Hóa (huyện)
Mộc Hóa là một huyện thuộc tỉnh Long An, Việt Nam.
Mộc Hóa từng là tỉnh lỵ của tỉnh Kiến Tường cũ trong giai đoạn 1956 - 1975 dưới thời Việt Nam Cộng hòa (tỉnh lỵ có tên là "Mộc Hóa"). Năm 1976, tỉnh Kiến Tường bị giải thể và sáp nhập vào tỉnh Long An. Ngày 18 tháng 3 năm 2013, một phần diện tích và dân số của huyện Mộc Hóa bao gồm thị trấn Mộc Hóa và một số xã lân cận được tách ra để thành lập mới thị xã Kiến Tường trực thuộc tỉnh Long An.

## Địa lý
Huyện Mộc Hóa nằm ở phía tây tỉnh Long An, cách thành phố Tân An khoảng 70 km, là huyện thuộc vùng Đồng Tháp Mười, hàng năm chịu ảnh hưởng của lũ lụt, có vị trí địa lý:
- Phía đông giáp huyện Thạnh Hóa
- Phía tây giáp thị xã Kiến Tường
- Phía bắc giáp tỉnh Svay Rieng, Campuchia
- Phía nam giáp huyện Tân Thạnh.

Theo thống kê năm 2019, huyện có diện tích 297,64 km², dân số là 28.165 người, mật độ dân số đạt 95 người/km².

### Địa hình
Huyện Mộc Hoá nằm ở vùng chuyển tiếp giữa bậc thềm phù sa cổ với vùng thượng châu thổ đồng bằng sông Cửu Long nên có 2 kiểu cảnh quan chính là bồn trủng phèn và khối đất xám dọc biên giới Việt Nam - Campuchia.

### Khí hậu
Mộc Hoá chịu ảnh hưởng vùng khí hậu nhiệt đới gió mùa, nền nhiệt cao đều quanh năm, ánh sáng dồi dào chia làm 2 mùa mưa nắng rõ rệt:
- Mùa mưa bắt đầu từ tháng 5 - 11, tập trung cao nhất vào tháng 9 - 10 với lượng mua chiếm 92 – 94% tổng lượng mưa bình quân hàng năm.
- Mùa khô bắt đầu từ tháng 12 - 4 năm sau.

Nhiệt độ trung bình 27,3 °C, thấp nhất 16 °C, cao nhất 38 °C.

### Tài nguyên
Chủ yếu là đất trủng phèn và đất xám:
- Nhóm đất trủng phèn: chiếm gần 41% diện tích tự nhiên của huyện, phân bố chủ yếu ở thị trấn Mộc Hoá và các xã Bình Hoà Đông, Bình Phong Thạnh, Bình Hoà Trung, Thạnh Hưng, Tân lập, Tân Thành. Đất có tầng phèn sâu trong điều kiện có nước tưới thì khả năng sản xuất lúa 2 vụ không thua kém nhiều so với đất phù sa, nhưng những nơi thiếu nước ngọt, thủy lợi không hoàn chỉnh, hàng năm vẫn có thể bị thiệt hại do độc tố của đất gây nên. Ngoài cây lúa, vùng đất phèn có thể trồng tràm và một số cây trồng khác như đay, khoai mỡ, dưa hấu...
- Nhóm đất xám: chiếm 59% diện tích tự nhiên của huyện, phân bố ở hầu khắp các xã, thị (trừ 2 xã Tân lập và Tân Thành). Tuy đất xám có chất lượng không cao (nghèo dưỡng chất, khả năng giữ nước và phân kém), nhưng khả năng sử dụng lại khá đa dạng: những nơi có địa hình thấp có thể trồng lúa, đay, tràm; những nơi có địa hình cao hoặc có đê bao lửng có thể luân canh 1-2 vụ lúa với các loại rau màu (bắp, dưa hấu, đậu phộng,...). Đây là điều kiện thuận lợi để đa dạng hoá cây trồng.

### Y tế
Toàn huyện có 1 bệnh viện đa khoa, Trung tâm Y tế huyện và 1 Trung tâm Dân số kế hoạch hóa gia đình Mộc Hóa. Tính đến năm 2010, huyện Mộc Hóa có 100% xã đạt chuẩn Quốc gia Y tế.

## Lịch sử

### Thời phong kiến
Vào thời nhà Nguyễn, Mộc Hóa chỉ là tên gọi một tổng thuộc huyện Quang Hóa, phủ Tây Ninh, tỉnh Gia Định. Vùng đất Mộc Hóa ngày nay khi ấy vừa thuộc tổng Mộc Hóa, huyện Quang Hóa, phủ Tây Ninh, tỉnh Gia Định và thuộc tổng Hưng Long, huyện Kiến Hưng, tỉnh Định Tường. Tổng Mộc Hóa gồm cả vùng rộng lớn nằm hai bên sông Vàm Cỏ Tây.

### Thời Pháp thuộc
Sau khi chiếm được ba tỉnh miền Đông Nam Kỳ (gồm Biên Hòa, Gia Định và Định Tường), đến năm 1867 thực dân Pháp bãi bỏ phân chia hành chính cũ của thời nhà Nguyễn và đặt ra các hạt Thanh tra mới. Hai tổng Mộc Hóa (nguyên thuộc huyện Quang Hóa, tỉnh Gia Định) và Hưng Long (nguyên thuộc huyện Kiến Hưng, tỉnh Định Tường) khi đó cùng thuộc hạt Thanh tra Tân An. Năm 1872, tổng Hưng Long gồm 25 làng và tổng Mộc Hóa gồm 9 làng.
Năm 1876, Pháp đổi tên các hạt Thanh tra thành hạt tham biện. Đến ngày 1 tháng 1 năm 1900, lại đổi các hạt tham niện thành tỉnh. Hai tổng Hưng Long và Mộc Hóa khi đó cùng thuộc tỉnh Tân An. Năm 1910, hai tổng Hưng Long và Mộc Hóa có các làng trực thuộc như sau:
- Tổng Hưng Long gồm 16 làng: Bình An, Bình An Đông, Bình Cư, Bình Quân, Đông An, Mỹ Phước, Ngãi Hòa, Ngãi Lợi, Nhơn Nhượng, Phú Khương, Phú Thượng, Tân Đông, Tân Hòa Đông, Tân Hòa Tây, Tường Khánh, Xuân Sanh;
- Tổng Mộc Hóa gồm 20 làng: Bình Châu, Bình Định, Bình Giảng, Bình Hiệp, Bình Nguyên, Hưng Điền, Hưng Nguyên, Phong Hòa, Phong Thoại, Thái Bình Trung, Thạnh Hòa, Thuận Bình Đông, Tuyên Bình, Tân Lập, Thủy Đông, Thuận Ngãi Thượng, Tuyên Thạnh, Vĩnh Lợi, Vĩnh Trị, Vĩnh Thạnh.

Quận Mộc Hóa được thành lập từ ngày 15 tháng 5 năm 1917, thuộc tỉnh Tân An, gồm có 2 tổng: Thanh Hoà Thượng với 9 làng, Thanh Hoà Hạ với 8 làng. Hai tổng cũ là Mộc Hóa và Hưng Long đều bị giải thể. Quận lỵ Mộc Hóa đặt tại làng Tuyên Thạnh vốn trước đó thuộc tổng Mộc Hóa.

### Giai đoạn 1956-1976

#### Việt Nam Cộng hòa
Ngày 17 tháng 2 năm 1956, Tổng thống Việt Nam Cộng hòa ban hành số Sắc lệnh 21-NV về việc thành lập tỉnh Mộc Hóa. Đất đai tỉnh Mộc Hóa bao gồm toàn bộ quận Mộc Hóa (thuộc tỉnh Tân An), một phần quận Thủ Thừa (thuộc tỉnh Tân An), một phần đất tỉnh Sa Đéc và một phần đất tỉnh Mỹ Tho. Tỉnh lỵ đặt tại Mộc Hóa.
Ngày 22 tháng 10 năm 1956, Tổng thống Ngô Đình Diệm lại ban hành Sắc lệnh 143-NV để "thay đổi địa giới và tên Đô thành Sài Gòn – Chợ Lớn cùng các tỉnh và tỉnh lỵ tại Việt Nam". Địa giới và địa danh các tỉnh ở miền Nam thay đổi nhiều, một số tỉnh mới được thành lập. Theo Sắc lệnh này, địa phận Nam Phần của Việt Nam Cộng Hoà gồm Đô thành Sài Gòn và 22 tỉnh. Lúc này, tỉnh Kiến Tường được thành lập do đổi tên từ tỉnh Mộc Hóa trước đó. Tỉnh lỵ tỉnh Kiến Tường vẫn giữ nguyên tên là "Mộc Hóa", về mặt hành chánh thuộc xã Tuyên Thạnh, quận Châu Thành.
Ngày 24 tháng 4 năm 1957, tỉnh Kiến Tường bao gồm ba quận: Châu Thành, Tuyên Bình và Ấp Bắc.
Ngày 7 tháng 6 năm 1958, tỉnh Kiến Tường bao gồm ba quận: Châu Thành, Tuyên Bình, Kiến Bình. Trong đó, quận Kiến Bình đổi tên từ quận Ấp Bắc.
Ngày 10 tháng 3 năm 1959, tỉnh Kiến Tường được lập thêm quận mới là quận Tuyên Nhơn, do tách từ quận Kiến Bình. Cho đến năm 1975, tỉnh Kiến Tường bao gồm bốn quận: Châu Thành, Kiến Bình, Tuyên Nhơn và Tuyên Bình.

#### Chính quyền Cách mạng
Về phía chính quyền Mặt trận Dân tộc Giải phóng Miền Nam Việt Nam và sau này là Chính phủ Cách mạng lâm thời Cộng hòa Miền Nam Việt Nam, để đối phó kịp thời với âm mưu địch và chỉ đạo sát đúng với thực tế tình hình địa phương, tháng 7 năm 1957 tách Mộc Hóa ra khỏi tỉnh Tân An, lập đơn vị hành chính cấp tỉnh, vẫn lấy tên là tỉnh Kiến Tường như bên chính quyền Việt Nam Cộng hòa. Tuy nhiên, bên dưới tỉnh Kiến Tường chia làm bốn vùng, mỗi vùng tương ứng với một quận của phía Việt Nam Cộng hòa:
- Vùng 2: tương ứng với quận Châu Thành
- Vùng 4 (vùng tư): tương ứng với quận Kiến Bình
- Vùng 6: tương ứng với quận Tuyên Nhơn

- Vùng 8: tương ứng với quận Tuyên Bình.

Sau ngày 30 tháng 4 năm 1975, chính quyền quân quản Cộng hòa miền Nam Việt Nam lúc bấy giờ vẫn duy trì tên gọi tỉnh Kiến Tường cho đến đầu năm 1976. Lúc này, chính quyền Cách mạng cũng bỏ danh xưng "quận" có từ thời Pháp thuộc và lấy danh xưng "huyện" (quận và phường dành cho các đơn vị hành chánh tương đương khi đã đô thị hóa).
Bên cạnh đó, chính quyền Cách mạng cũng tách một phần đất đai xã Tân Bình (thuộc quận Kiến Bình cũ) và một phần đất đai xã Tân Đông (thuộc quận Tuyên Nhơn cũ) cùng thuộc tỉnh Kiến Tường để sáp nhập vào địa bàn tỉnh Mỹ Tho lúc bấy giờ (ngày nay là tỉnh Tiền Giang). Hiện nay, vùng đất này tương ứng với các xã Tân Hòa Đông, Thạnh Mỹ, Thạnh Tân, Thạnh Hòa cùng thuộc huyện Tân Phước, tỉnh Tiền Giang.
Ngày 20 tháng 9 năm 1975, Bộ Chính trị ra Nghị quyết số 245-NQ/TW về việc bỏ khu, hợp tỉnh trong toàn quốc "nhằm xây dựng các tỉnh thành những đơn vị kinh tế, kế hoạch và đơn vị hành chính có khả năng giải quyết đến mức cao nhất những yêu cầu về đẩy mạnh sản xuất, tổ chức đời sống vật chất, văn hóa của nhân dân, về củng cố quốc phòng, bảo vệ trị an, và có khả năng đóng góp tốt nhất vào sự nghiệp chung của cả nước". Theo Nghị quyết này, tỉnh Long Châu Tiền, tỉnh Sa Đéc và tỉnh Kiến Tường sẽ hợp nhất lại thành một tỉnh, tên gọi tỉnh mới cùng với nơi đặt tỉnh lỵ sẽ do địa phương đề nghị lên.
Nhưng đến ngày 20 tháng 12 năm 1975, Bộ Chính trị lại ra Nghị quyết số 19/NQ điều chỉnh lại việc hợp nhất tỉnh ở miền Nam Việt Nam cho sát với tình hình thực tế, theo đó tỉnh Long An, tỉnh Hậu Nghĩa và tỉnh Kiến Tường được tiến hành hợp nhất lại thành một tỉnh.

### Từ năm 1976 đến nay
Tháng 3 năm 1976, tỉnh Kiến Tường bị giải thể, sáp nhập vào tỉnh Long An. Ban đầu, toàn bộ đất tỉnh Kiến Tường cũ được chuyển thành một huyện mới: huyện Mộc Hóa của tỉnh Long An. Huyện Mộc Hóa lúc đó bao gồm 5 huyện và 1 thị xã vùng Đồng Tháp Mười ngày nay (thuộc tỉnh Long An) và có diện tích tự nhiên 2.296 km² với 21.390 hộ và khoảng 130.000 dân. Huyện Mộc Hóa khi đó bao gồm thị trấn Mộc Hóa và 29 xã: Bắc Hòa, Bình Hiệp, Bình Hòa, Bình Phong Thạnh, Hậu Thạnh, Hưng Điền A, Hưng Điền B, Kiến Bình, Nhơn Hòa Lập, Nhơn Ninh, Tân Đông, Tân Hòa, Tân Lập, Tân Ninh, Thái Bình Trung, Thái Trị, Thạnh Phú, Thạnh Phước, Thạnh Trị, Thuận Nghĩa Hòa, Thủy Đông, Tuyên Bình, Tuyên Thạnh, Vĩnh Châu A, Vĩnh Châu B, Vĩnh Đại, Vĩnh Lợi, Vĩnh Thanh, Vĩnh Trị.
Ngày 30 tháng 3 năm 1978, chia tách huyện Mộc Hóa thành 2 huyện: Mộc Hóa và Vĩnh Hưng. Huyện Mộc Hóa lúc này còn 19 xã: Tuyên Bình, Tân Lập, Bình Hòa, Nhơn Ninh, Bình Hiệp, Thạnh Trị, Tuyên Thạnh, Tân Hòa, Nhơn Hòa Lập, Hậu Thạnh, Bắc Hòa, Thuận Nghĩa Hòa, Tân Đông, Thủy Đông, Thạnh Phước, Bình Phong Thạnh, Tân Ninh, Kiến Bình, Thạnh Phú và thị trấn Mộc Hóa.
Ngày 20 tháng 7 năm 1978, chia xã Bình Hòa thành 2 xã: Bình Hòa Đông và Bình Hòa Tây.
Ngày 19 tháng 9 năm 1980, Hội đồng Chính phủ Nhà nước Việt Nam ban hành Quyết định số 298-CP, chia huyện Mộc Hóa thành 2 huyện: Mộc Hóa và Tân Thạnh. Huyện Mộc Hóa lúc này còn 10 xã: Tuyên Bình, Tuyên Thạnh, Bình Hiệp, Thạnh Trị, Bình Hòa Tây, Bình Hòa Đông, Bình Phòng Thạnh, Thạnh Phước, Tân Lập, Thạnh Phú và thị trấn Mộc Hóa.
Ngày 4 tháng 4 năm 1989, Hội đồng bộ trưởng ban hành Quyết định 37-HĐBT. Theo đó: 
- Tách phần đất 2 xã: Bình Hòa Đông và Bình Hòa Tây để thành lập xã Bình Hòa Trung
- Chia xã Bình Hiệp thành 2 xã: Bình Hiệp và Bình Tân
- Chia xã Tân Lập thành 2 xã: Tân Lập và xã Tân Thành
- Chia xã Tuyên Thạnh thành 2 xã: Tuyên Thạnh và Thạnh Hưng.

Ngày 26 tháng 6 năm 1989, Hội đồng Bộ trưởng Nhà nước Việt Nam ban hành Quyết định số 74/HĐBT. Theo đó:
- Chia xã Thạnh Phước thành 2 xã: Thạnh Phước và Tân Hiệp
- Tách thị trấn Thạnh Hóa và 6 xã: Tân Đông, Tân Tây, Thủy Đông, Thủy Tây, Thuận Nghĩa Hòa, Thuận Bình của huyện Tân Thạnh; 3 xã: Thanh Phước, Tân Hiệp và Thạnh Phú để thành lập huyện Thạnh Hóa. Huyện Mộc Hóa lúc này còn 12 xã: Bình Hiệp, Bình Hòa Đông, Bình Hòa Tây, Bình Phong Thạnh, Tân Lập, Tuyên Thạnh, Thạnh Trì, Bình Hòa Trung, Tân Thành, Thạnh Hưng, Bình Tân, Tuyên Bình và thị trấn Mộc Hóa.

Ngày 24 tháng 3 năm 1994, Chính phủ Việt Nam ban hành Nghị định số 27-CP. Theo đó:
- Thành lập xã Bình Thạnh trên cơ sở 837 ha diện tích tự nhiên với 108 nhân khẩu của xã Bình Phong Thạnh, 2.726,8 ha diện tích tự nhiên với 642 nhân khẩu của xã Bình Hòa Đông
- Thành lập xã Tuyên Bình Tây trên cơ sở 4.125 hécta diện tích tự nhiên với 2.602 nhân khẩu của xã Tuyên Bình
- Chuyển 2 xã: Tuyên Bình và Tuyên Bình Tây thuộc huyện Mộc Hóa về huyện Vĩnh Hưng quản lý.

Từ đó, huyện Mộc Hóa có 13 đơn vị hành chính, bao gồm thị trấn Mộc Hóa và 12 xã: Bình Hiệp, Bình Hòa Đông, Bình Hòa Tây, Bình Hòa Trung, Bình Phong Thạnh, Bình Tân, Bình Thạnh, Tân Lập, Tân Thành, Thạnh Hưng, Thạnh Trị, Tuyên Thạnh.
Ngày 18 tháng 3 năm 2013, Chính phủ Việt Nam ban hành Nghị quyết số 33/NQ-CP, điều chỉnh địa giới hành chính huyện Mộc Hóa như sau:
- Thành lập thị xã Kiến Tường trên cơ sở điều chỉnh 20.428,20 ha diện tích tự nhiên và 64.589 nhân khẩu của huyện Mộc Hóa, bao gồm toàn bộ diện tích tự nhiên và nhân khẩu của thị trấn Mộc Hóa và các xã Tuyên Thạnh, Bình Hiệp, Bình Tân, Thạnh Hưng và Thạnh Trị
- Sau khi điều chỉnh địa giới hành chính huyện Mộc Hóa để thành lập thị xã Kiến Tường, huyện Mộc Hóa còn lại 29.764,25 ha diện tích tự nhiên và 29.853 nhân khẩu với 07 đơn vị hành chính cấp xã trực thuộc, bao gồm 7 xã: Tân Lập, Bình Hòa Tây, Bình Hòa Đông, Bình Phong Thạnh, Bình Hòa Trung, Tân Thành và Bình Thạnh.

Ngày 1 tháng 1 năm 2020, chuyển xã Bình Phong Thạnh thành thị trấn Bình Phong Thạnh (thị trấn huyện lỵ huyện Mộc Hóa), huyện Mộc Hóa có 1 thị trấn và 6 xã như hiện nay.

## Hành chính
Huyện Mộc Hóa có 7 đơn vị hành chính cấp xã trực thuộc, bao gồm thị trấn Bình Phong Thạnh (huyện lỵ) và 6 xã: Bình Hòa Đông, Bình Hòa Tây, Bình Hòa Trung, Bình Thạnh, Tân Lập, Tân Thành.
| STT | Hành chính                | Diện tích (km²) | Dân số (người) | Mật độ (người/km²) | Số ấp/khu phố |
| --- | ------------------------- | --------------- | -------------- | ------------------ | ------------- |
| 1   | Thị trấn Bình Phong Thạnh | 46,25           | 8.486          | 183                | 3             |
| 2   | Xã Bình Hòa Tây           | 45,33           | 4.660          | 103                | 5             |
| 3   | Xã Bình Hòa Đông          | 32,26           | 3.665          | 114                | 4             |
| 4   | Xã Tân Lập                | 53,17           | 4.755          | 89                 | 6             |
| 5   | Xã Bình Hòa Trung         | 36,44           | 3.791          | 104                | 5             |
| 5   | Xã Tân Thành              | 35,47           | 3.773          | 106                | 5             |
| 6   | Xã Bình Thạnh             | 48,65           | 2.076          | 43                 | 3             |